# Przytór (Halbinsel)
Die Halbinsel Przytór (polnisch Półwysep Przytorski, deutsch Halbinsel Pritter oder der Pritter) liegt im Westen der Insel Wolin (Wollin) in der polnischen Woiwodschaft Westpommern. Auf ihr befinden sich Teile der Gemeinden Międzyzdroje (Misdroy) und Świnoujście (Swinemünde).

## Geographie
Die Halbinsel erstreckt sich in ost-westlicher Richtung über etwa zwölf Kilometer Länge. Die Nord-Süd-Ausdehnung liegt zwischen zwei und sechs Kilometern Breite. Sie bildet den südlichen Abschluss der Pommerschen Bucht. Im Westen und Süden verläuft die Swine. Am westlichen Swineufer liegen die Stadtteile von Świnoujście Chorzelin (Osternothafen), Warszów (Ostswine), Klicz (Klüß) und Ognica (Werder). Nach Süden liegt mit Przytór (Pritter) ein weiterer Stadtteil Świnoujścies. Der größte Teil der Halbinsel ist bewaldet und nur wenig besiedelt.
Über die Halbinsel verlaufen die Landesstraßen DK3 und DK 93 sowie die Bahnstrecke Szczecin Dąbie–Świnoujście (Stettin-Altdamm – Swinemünde).

Ortschaften Osternothafen, Ostswine, Klüß (Klüss), Werder und Pritter (im Gegenuhrzeigersinn) auf einer Karte der Ostsee-Hafenstadt Swinemünde und ihrer Umgebung von 1910

## Entstehung
Nach dem Ende der Weichseleiszeit und dem darauf folgenden Anstieg des Meeresspiegels der Ostsee bildete sich zwischen den Inselkernen von Usedom und Wollin eine Nehrung, auf der sich später Dünen ablagerten. Neben der Swine im Westen gab es im Osten vom Großen Vietziger See bei Liebeseele bis in die Gegend von Misdroy eine weitere Verbindung zwischen Stettiner Haff und Ostsee. Mit deren Verlandung entstand die Halbinsel.

## Geschichte
Im Westen der Halbinsel ließen die Herzöge von Pommern bereits im 12. Jahrhundert Wallburgen anlegen, die den Zugang zur Swine sichern sollten. Diese wurden mehrfach von den Dänen zerstört. Die Herzöge nutzten die günstige Lage des Pritter, um von hier den Zoll auf der Swine zu erheben. Die überwiegend bewaldete Halbinsel diente ihnen als Jagdrevier. Zur Beaufsichtigung des herzoglichen Waldgebietes wurde ein Holzvogt eingesetzt.
Während des Dreißigjährigen Krieges wurden die Dörfer auf dem Pritter verwüstet. Nach der Schwedenzeit kam es mit dem Bau des Swinemünder Hafens durch Preußen zu einem Bevölkerungszuwachs im westlichen Teil. Zum Ende des 19. Jahrhunderts wurden eine Straße und eine Bahnstrecke über die Halbinsel nach Ostswine gebaut.
Die Halbinsel Pritter lag 1945 im Landkreis Usedom-Wollin, Regierungsbezirk Stettin, der preußischen Provinz Pommern des Deutschen Reichs.
Gegen Ende des Zweiten Weltkriegs wurde der Pritter im Frühjahr 1945 zusammen mit Swinemünde und der Insel Wollin von der Roten Armee besetzt. Nach Kriegsende unterstellte die Sowjetunion die Region zusammen mit ganz Hinterpommern  der Verwaltung der  Volksrepublik Polen.  In der Folgezeit trafen zunehmend polnische Migranten ein; die einheimische Bevölkerung wurde mit  Ausnahme weniger Personen  von örtlichen polnischen Verwaltungsbehörden aus sämtlichen Siedlungsgebieten des Pritter  vertrieben.
Unter polnischer Verwaltung wurde für den Pritter der Name Przytór eingeführt. Nach Vertreibung der einheimischen Bevölkerung wurden die Hafen- und Industriegebiete im westlichen Teil ausgebaut. Für die Fährverbindung nach Schweden wurde ein großer Rangierbahnhof angelegt. Zur Entlastung der Stadtfähren wurde nahe der nördlichen Mündung des Kaseburger Kanals (Kanał Piastowski) weitere Fährverbindung nach Świnoujście eingerichtet, die über die heutige Landesstraße DK 93 angeschlossen wurde.